# Trent Cole
Trent James Cole Jr (* 5. října 1982 v Xenii, stát Ohio) je bývalý hráč amerického fotbalu, který nastupoval na pozici Outside linebackera v National Football League. Univerzitní fotbal hrál za University of Cincinnati, poté byl vybrán v pátém kole Draftu NFL 2005 týmem Philadelphia Eagles.

## Vysoká škola a univerzita
Cole navštěvoval a hrál americký fotbal za Xenia High School, v posledním ročníku si připsal 121 tacklů a 8 sacků, a za své výkony získal titul Defenzivní hráč roku. Kromě amerického fotbalu se rovněž věnoval atletice, basketbalu, baseballu a fotbalu.
Cole přestoupil na University of Cincinnati, kde nejprve nastupoval na pozici Nose tackla, od sezóny 2004 začal hrát jako Defensive end. Celkem si připsal 238 tacklů, 19 sacků, 48 tacklů pro ztrátu, 4 forced fumbly a 2 zblokované pokusy o field gól. Za své výkony v posledních dvou ročnících dvakrát byl vybrán do prvního all-pro týmu konference C-USA.

## Profesionální kariéra
| Parametry před draftem |           |                    |        |          |                   |                 |              |                  |
| Výška                  | Váha      | Sprint na 40 yardů | 20 ss  | 3 kužely | Vertikální výskok | Skok z místa    | Benchpress   | Wonderlicův test |
| 6 stop 2¼ palce        | 236 liber | 4.70 s             | 4.22 s | 6.98 s   | 38 palců          | 10 stop 4 palce | 15 opakování | 14 bodů          |

### Philadelphia Eagles

#### Sezóna 2005
Cole byl draftován v pátém kole Draftu NFL 2005 jako 146. hráč celkově týmem Philadelphia Eagles a následně zde podepsal čtyřletou smlouvu. V tréninkovém kempu svými atletickými schopnostmi zaujal mnoho lidí v klubu, čímž si v 10. týdnu vysloužil pozici startujícího pravého Defensive enda. Celkem zaznamenal 38 tacklů, 5 sacků a forced fumble.

#### Sezóna 2006
Pozici startujícího pravého Defensive enda musel přepustit nově příchozímu Darrenu Howardovi, nicméně ve druhém týdnu se zranil na levé straně hrající Jevon Kearse a Eagles oznámili, že Cole ho nahradí. Od té doby si připsal 8 sacků, 84 tacklů a pomohl Eagles k zisku pátého titulu v NFC East v řadě za sebou. 6. prosince 2006 podepsal prodloužení stávající smlouvy o pět let za 26 až 28 milionů dolarů (12 milionů garantovaných). 17. prosince proti New York Giants zaznamenal první interception v kariéře, kterou vrátil pro touchdownu.

#### Sezóna 2007

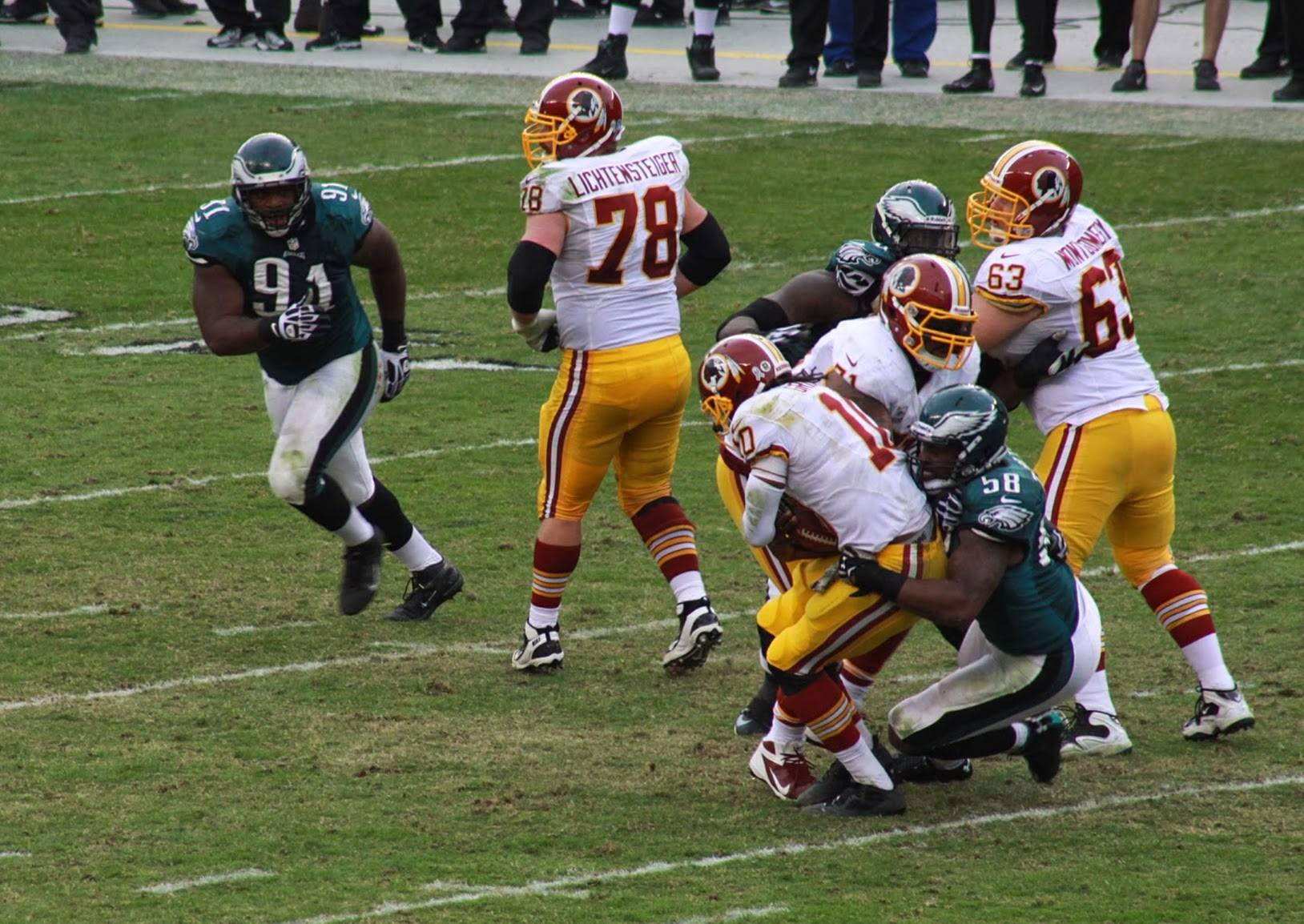
Cole sackuje Quarterbacka Redskins Roberta Griffina III při vítězství Eagles 24:16 17. listopadu 2013.

Cole v sezóně zaznamenal 12,5 sacku a stal se prvním Defensive endem Eagles od roku 1986, který se dostal do Pro Bowlu. Kromě toho si připsal 70 tacklů, nejvíc ze všech Defensive endů v konferenci NFC.

#### Sezóny 2008–2012
V sezóně 2008 Cole vedl týmové statistiky v počtu tacklů pro ztrátu (8), druhý byl v počtu sacků (9) a třetí ve forced fumblech (3) při 98 tacklech (39 asistovaných). V patnáctém týdnu sezóny 2015 byl Cole 8 sekund před koncem utkání s New York Giants vyloučen, protože udeřil Shauna O'Haru, za což následně dostal pokutu od NFL ve výši 15 tisíc dolarů. Za své výkony byl nicméně vybrán do Pro Bowlu jako náhradník. 14. března 2012 Cole podepsal čtyřleté prodloužení smlouvy s Eagles za 55,25 milionů dolarů. Tato sezóna se mu příliš nevydařila, zaznamenal pouze 3 sacky a 40 tacklů.

#### Sezóny 2013 a 2014: Přechod na pozici Outside Linebackera
Nový trenér Eagles Chip Kelly změnil defenzivní rozestavení ze 4-3 na 3-4, proto se musel Cole přeorientovat z pravého Defensive enda na pravého Outside linebackera. I přesto se stal lídrem obrany v počtu sacků (8) a forced fumblů (3), kromě toho zaznamenal 56 tacklů, 3 zblokované přihrávky a poprvé v kariéře safety. Rovněž sezónu 2014 měl úspěšnou (52 tacklů a 6,5 sacku), nicméně Eagles se nedostali do play-off a Cole byl 4. března 2015 propuštěn. V historii Eagles zaznamenal druhý největší počet v sacků v kariéře (85,5), přičemž lídrem je stále Reggie White se 124.

### Indianapolis Colts

#### Sezóna 2015
10. března 2015 podepsal Cole dvouletou smlouvu s Indianapolis Colts za 16 milionů dolarů. Nastoupil do všech čtrnácti utkání sezóny, nicméně byl kritizován za nízkou produkci (32 tacklů, nejméně v kariéře) a neschopnost atakovat soupeřovy Quarterbacky. Ke konci sezóny se jeho produktivita zlepšila, zaznamenal 3 sacky a forced fumble v posledních pěti zápasech.

#### Sezóna 2016
2. března 2016 Cole přistoupil na restrukturalizaci svého platu.

## Statistiky

### Základní část
| Sezóna | Tým                 | Zápasů | Zápasů | Tackly | Tackly | Tackly | Tackly | Tackly | Tackly | Interceptiony | Interceptiony | Interceptiony | Interceptiony | Interceptiony | Fumbly | Fumbly | Fumbly | Fumbly |
| Sezóna | Tým                 | OZ     | SH     | Celkem | Sólo   | Asist  | Sacky  | Safety | UP     | Int           | Yardy         | Prům          | Nejd          | TD            | FF     | FR     | Yardy  | TD     |
| ------ | ------------------- | ------ | ------ | ------ | ------ | ------ | ------ | ------ | ------ | ------------- | ------------- | ------------- | ------------- | ------------- | ------ | ------ | ------ | ------ |
| 2005   | Philadelphia Eagles | 15     | 7      | 46     | 38     | 8      | 5.0    | –      | 2      | –             | –             | –             | –             | –             | 1      | 0      | 0      | 0      |
| 2006   | Philadelphia Eagles | 16     | 14     | 62     | 43     | 19     | 8.0    | –      | 2      | 1             | 19            | 19.0          | 19T           | 1             | 1      | 1      | 0      | 0      |
| 2007   | Philadelphia Eagles | 16     | 16     | 70     | 49     | 21     | 12.5   | –      | 2      | –             | –             | –             | –             | –             | 4      | 1      | 0      | 0      |
| 2008   | Philadelphia Eagles | 16     | 16     | 77     | 59     | 18     | 9.0    | –      | 2      | –             | –             | –             | –             | –             | 2      | 0      | 0      | 0      |
| 2009   | Philadelphia Eagles | 16     | 16     | 57     | 48     | 9      | 12.5   | –      | –      | –             | –             | –             | –             | –             | 2      | 0      | 0      | 0      |
| 2010   | Philadelphia Eagles | 15     | 15     | 65     | 50     | 15     | 10.0   | –      | 2      | –             | –             | –             | –             | –             | 1      | 0      | 0      | 0      |
| 2011   | Philadelphia Eagles | 14     | 14     | 44     | 41     | 3      | 11.0   | –      | 1      | –             | –             | –             | –             | –             | 1      | 0      | 0      | 0      |
| 2012   | Philadelphia Eagles | 16     | 16     | 40     | 24     | 16     | 3.0    | –      | –      | –             | –             | –             | –             | –             | 1      | 1      | 0      | 0      |
| 2013   | Philadelphia Eagles | 16     | 16     | 56     | 44     | 12     | 8.0    | 1      | 3      | –             | –             | –             | –             | –             | 3      | 0      | 0      | 0      |
| 2014   | Philadelphia Eagles | 15     | 15     | 52     | 40     | 12     | 6.5    | –      | –      | –             | –             | –             | –             | –             | 3      | 0      | 0      | 0      |
| 2015   | Indianapolis Colts  | 14     | 14     | 32     | 20     | 12     | 3.0    | –      | 3      | –             | –             | –             | –             | –             | 2      | 0      | 0      | 0      |
| 2016   | Indianapolis Colts  | 7      | 4      | 17     | 20     | 5      | 2.0    | –      | 1      | –             | –             | –             | –             | –             | 2      | 0      | 0      | 0      |
|        | Celkem              | 176    | 157    | 618    | 456    | 150    | 90.5   | 1      | 27     | 1             | 19            | 19.0          | 19            | 1             | 21     | 3      | 1      | 0      |

### Play-off
| Sezóna | Tým                 | Zápasů | Zápasů | Tackly | Tackly | Tackly | Tackly | Tackly | Tackly | Interceptiony | Interceptiony | Interceptiony | Interceptiony | Interceptiony | Fumbly | Fumbly | Fumbly | Fumbly |
| Sezóna | Tým                 | OZ     | SH     | Celkem | Sólo   | Asist  | Sacky  | Safety | UP     | Int           | Yardy         | Prům          | Nejd          | TD            | FF     | FR     | Yardy  | TD     |
| ------ | ------------------- | ------ | ------ | ------ | ------ | ------ | ------ | ------ | ------ | ------------- | ------------- | ------------- | ------------- | ------------- | ------ | ------ | ------ | ------ |
| 2006   | Philadelphia Eagles | 2      | 2      | 12     | 9      | 3      | 0.5    | –      | –      | –             | –             | –             | –             | –             | –      | –      | –      | –      |
| 2008   | Philadelphia Eagles | 3      | 3      | 23     | 15     | 8      | 1.0    | –      | 1      | –             | –             | –             | –             | –             | –      | –      | –      | –      |
| 2009   | Philadelphia Eagles | 1      | 1      | 4      | 3      | 1      | –      | –      | –      | –             | –             | –             | –             | –             | –      | –      | –      | –      |
| 2010   | Philadelphia Eagles | 1      | 1      | 3      | 2      | 1      | –      | –      | –      | –             | –             | –             | –             | –             | –      | –      | –      | –      |
| 2013   | Philadelphia Eagles | 1      | 1      | 5      | 5      | 0      | 1.0    | –      | 1      | –             | –             | –             | –             | –             | –      | –      | –      | –      |
|        | Celkem              | 8      | 8      | 47     | 34     | 13     | 2.5    | –      | 2      | –             | –             | –             | –             | –             | –      | –      | –      | –      |

## Osobní život
Díky své zálibě v lovu je Cole přezdíván "The Hunter" (Lovec). Je bratrancem basketbalového hráče Norrise Colea, který hraje za New Orleans Pelicans.